# Rhinotorus
Rhinotorus is een geslacht van insecten uit de orde vliesvleugeligen (Hymenoptera) en de familie Ichneumonidae.

## Soorten
- R. alpinus (Roman, 1909)
- R. brachycerus Kasparyan & Kopelke, 2009
- R. clypearis (Brischke, 1888)
- R. compactor (Thunberg, 1822)
- R. latvicus (Ozols, 1928)
- R. leucostomus (Gravenhorst, 1829)
- R. longicornis (Schmiedeknecht, 1914)
- R. mesocastanus (Thomson, 1894)
- R. nasutus (Gravenhorst, 1829)
- R. ovalis (Davis, 1897)
- R. similis (Brischke, 1892)
- R. umbrarum (Holmgren, 1857)